# 3086 Калбо
3086 Калбо (3086 Kalbaugh) — астероїд головного поясу, відкритий 4 грудня 1980 року.
Тіссеранів параметр щодо Юпітера — 3,841.